# 페아문착
페아문착 또는 테나세림문착(Muntiacus feae)은 중국과 라오스, 미얀마, 태국, 베트남 등에서 발견되는 희귀 문착의 일종이다. 몸무게는 붉은문착과 비슷한 18~21kg 정도이다. 주행성 동물로 무리 생활을 하지 않고, 홀로 생활한다. 해발 고도 2500m 높이의 고지대 상록수 숲과 혼합림 또는 관목 숲에서 서식하며, 먹이는 풀과 낮은 높이의 나뭇잎과 새싹 등이다. 무성한 수풀 속에 새끼를 낳고, 어미와 이동할 수 있을 때까지는 숨어서 지낸다. 학명은 동물학자 페아(Leonardo Fea)의 이름을 따서 지었다. 다른 이름은 미얀마와 태국 사이의 테나세림 구릉 지대의 이름에서 유래했다.